# محمود میران
محمود میران (زاده ۶ اسفند ۱۳۵۳ تهران)، وی از جودوکاران مطرح ایرانی و قهرمان اسبق جودو در عرصه بین‌الملل بوده که حاصل حضور ۱۸ ساله میران در تیم ملی کسب ۴۳ مدال رنگارنگ بین‌المللی و ۱۲ مدال طلای جام فجر می باشد .

## سوءقصد در جاده فشم
محمود میران در دی ۱۳۹۰ در جاده فشم مورد سوءقصد با تبر قرار گرفت و جان سالم به در برد.
وی علت فرار خود را اینگونه بیان داشت : در آن لحظه یاد کشته شدن روح الله داداشی افتادم و فرار کردم ، هر وقت به این فکر می کنم که ممکن است با قهرمانان این مملکت چنین برخوردی کنند متاسف می شوم .
البته در نهایت محمود میران با حضور در کلانتری ۵۲ نساء علیه سوء قصد کنندگان اقامه دعوی نمود .

## سرمربیگری تیم ملی امید
اوایل سال ۹۲ فدراسیون جودو و کوراش جمهوری اسلامی ایران طی حکمی او را به سرمربیگری تیم ملی امید انتخاب نمود ، مدتی بعد میران در مصاحبه ای هدف از تشکیل تیم ملی امید را پر کردن خلا موجود در سطح جودوکاران جوان که قصد رسیدن به تیم بزرگسالان را دارند اعلام کرد .